# Peterborough (Ontario)
Peterborough és una ciutat al riu Otonabee a Ontario, Canadà, a uns 125 quilòmetres al nord-est de Toronto. Segons el cens de 2021, la seva població era de 83.651 habitants.
La població de l'àrea metropolitana de Peterborough, que inclou els municipis circumdants de Selwyn, Cavan Monaghan, Otonabee-South Monaghan i Douro-Dummer, era de 128.624 habitants el 2021. El 2021, Peterborough va ocupar el lloc 32 entre les 41 àrees metropolitanes del cens del  Canadà. L'actual alcalde de Peterborough és Jeff Leal.